# Tipula mitophora
Tipula mitophora är en tvåvingeart som beskrevs av Alexander 1934. Tipula mitophora ingår i släktet Tipula och familjen storharkrankar. Inga underarter finns listade i Catalogue of Life.